# 阿莫奈韦
阿莫奈韦（INN：amenamevir）是一种用于治疗带状疱疹的抗病毒药物。
它充当带状疱疹病毒解旋酶-引物酶复合物的抑制剂。阿莫奈韦于2017年在日本获批用于治疗带状疱疹。